# (10642) Charmaine
(10642) Charmaine est un astéroïde de la ceinture principale.

## Description
(10642) Charmaine est un astéroïde de la ceinture principale. Il fut découvert le 19 janvier 1999 à San Marcello Pistoiese par Andrea Boattini et Luciano Tesi. Il présente une orbite caractérisée par un demi-grand axe de 3,08 UA, une excentricité de 0,08 et une inclinaison de 2,3° par rapport à l'écliptique.

## Compléments